# Briza media
Pour les articles homonymes, voir Brize (homonymie) et Amourette.
Brize intermédiaire, Amourette commune
Espèce
Briza media, la Brize intermédiaire ou l'Amourette commune, est une espèce de plantes monocotylédones de la famille des Poaceae. Originaire d'Eurasie et envahissante en Amérique du Nord, Patagonie et Nouvelle-Zélande, cette graminée rhizomateuse est typique des pelouses calcaires aux sols pauvres en éléments nutritifs et riches en carbone. Elle se reconnaît assez facilement grâce à ses épillets en forme de cœur tremblant au moindre souffle d'air ainsi qu’à sa ligule tronquée et courte.

## Description
Pour des articles plus généraux, voir Poaceae et Épillet.

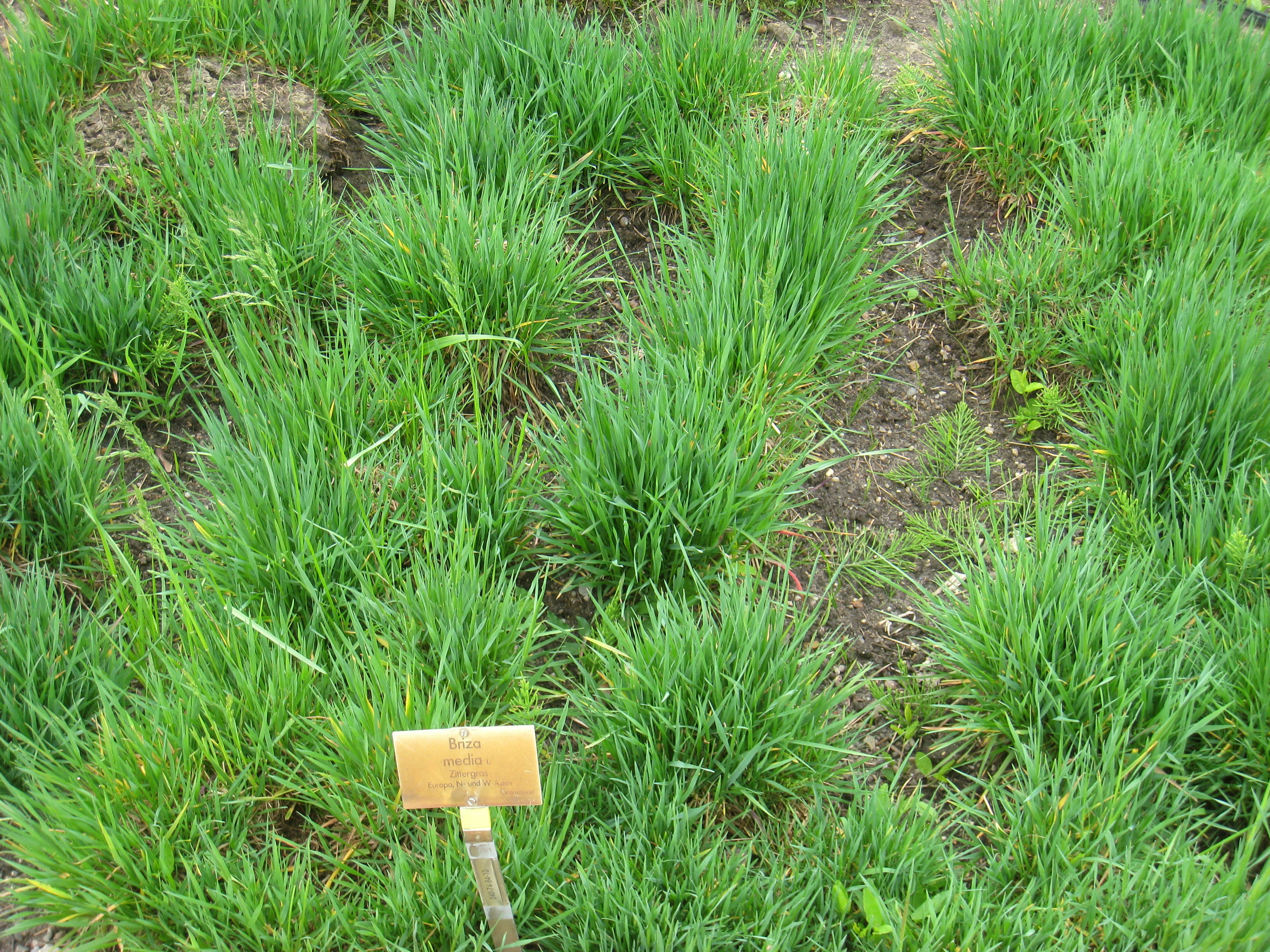
Brize intermédiaire : touffes cespiteuses au stade hivernal.

La Brize intermédiaire est une plante vivace rhizomateuse et cespiteuse mesurant de 6 à 100 cm de haut,,.

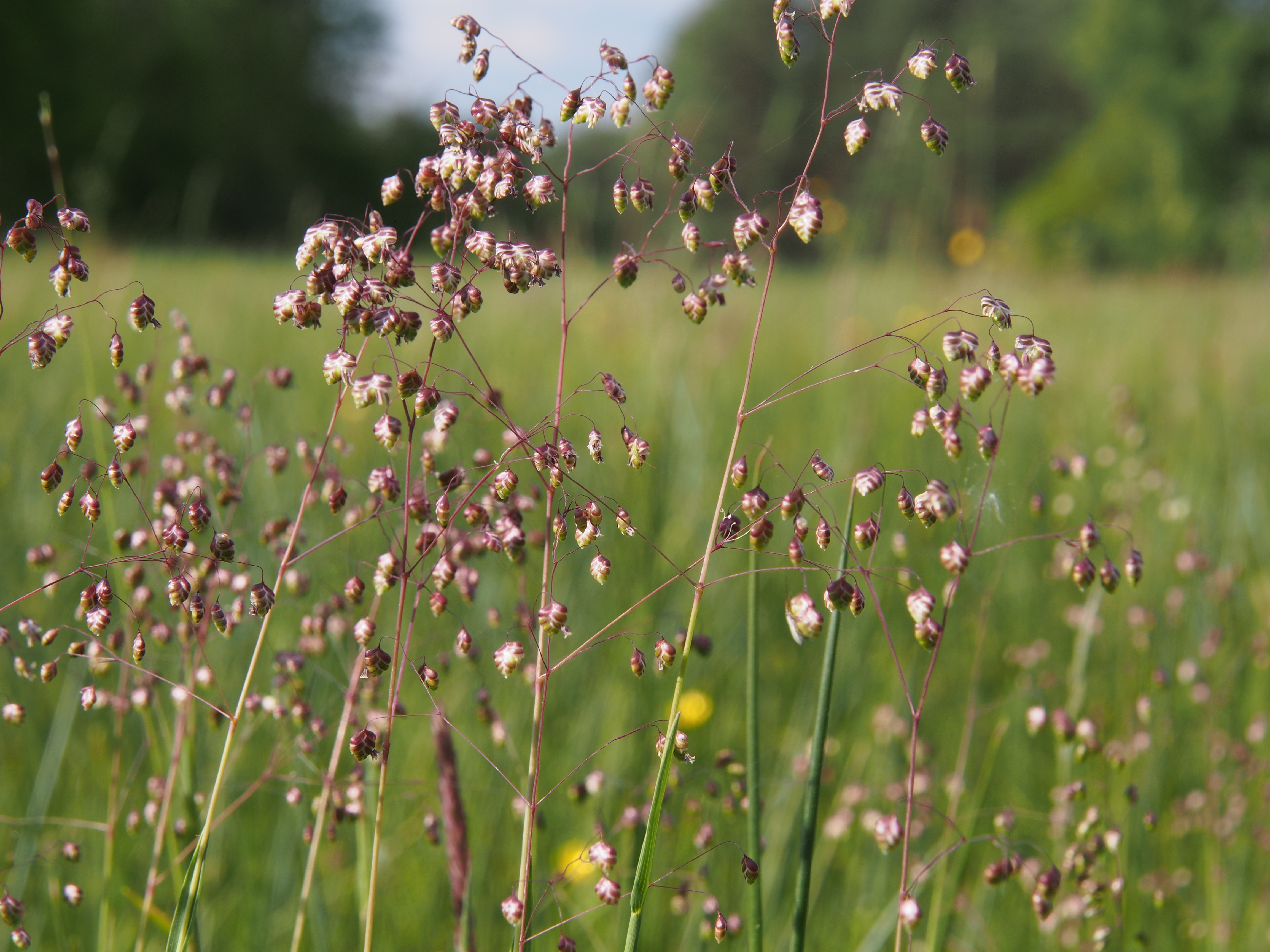
Brize intermédiaire : panicule

Au stade végétatif hivernal, l'espèce se présente sous la forme de touffes lâches, mesurant tout au plus une dizaine de centimètres de diamètre et présentant des feuilles glabres, étroites et allongées, mesurant 2 à 7 mm de large. Le plateau de tallage n'est jamais très développé,,.
Chaque touffe produit une à cinq tiges dressées et notablement droites, toutes les pousses n'étant pas florifères. La gaine foliaire entourant la tige est très longue et glabre. Le limbe de la feuille est plat et glabre. Généralement assez court, il mesure de 2 à 7 cm de long, pour 3 à 5 mm de large. La ligule est courte, tronquée, mesurant de 0,5 à 1,5 mm de long,,,,.
L'épi, au départ enveloppé dans la feuille supérieure, est une panicule qui, une fois pleinement déployée, est dressée, très ramifiée, étalée en forme de pyramide lâche mesurant de 4 à 18 cm de haut et presque autant de large. Ses pédicelles, qui sont lisses et incurvés plus ou moins en angle droit, portent de nombreux épillets brillants à maturité et colorés de violet, plus rarement de verdâtre, qui mesurent de 4 à 7 mm de long pour 4 à 6 mm de large. Ces épillets sont presque cylindriques, cordiformes à la base, comprimés latéralement, glabres et lisses. Ils sont composés de deux glumes égales, plus courtes que les glumelles, et comportent chacun de 4 à 12 fleurs composées de trois étamines et de deux stigmates, les glumes s'écartant à matûrité pour les laisser poindre,,,,.
La plante sèche progressivement, chaque épillet produisant un fruit sec ovale nommé caryopse, dont la partie supérieure est plus large que la partie inférieure, et composé d'une seule graine,,.

## Confusions possibles

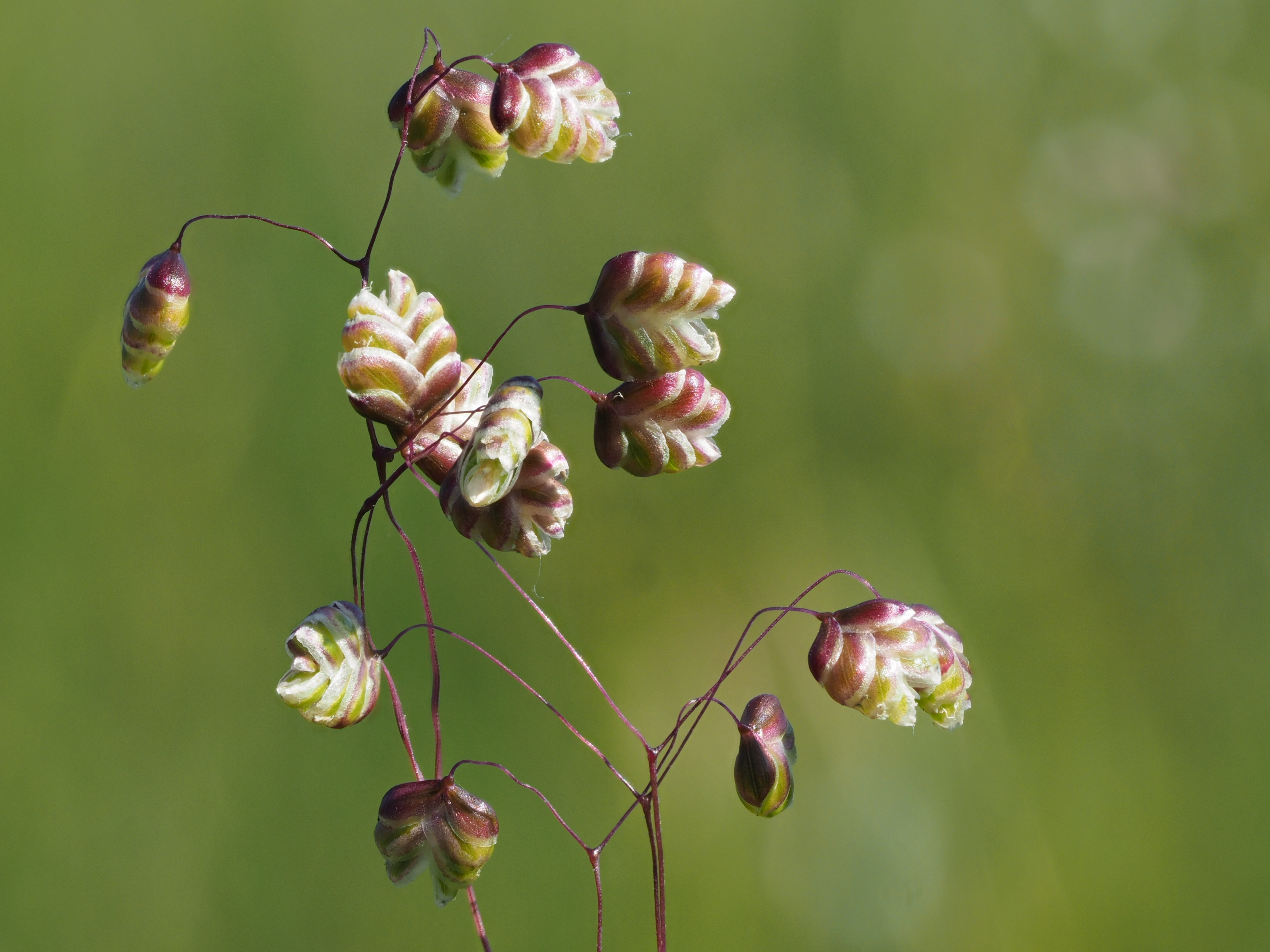
Brize intermédiaire : épillets

Au stade floral, la Brize intermédiaire fait partie des graminées les plus facilement identifiables. En Europe, avec ses épillets en forme de cœur, elle ne peut être confondue qu'avec les deux autres espèces de Brizes indigènes : la Petite Brize et la Grande Brize.
La Brize intermédiaire se distingue de ses deux congénères par une panicule composée de plus de 12 épillets généralement colorés de pourpre (mais pouvant parfois être verts) dont la longueur est inférieure à 6 mm et par une ligule tronquée mesurant moins de 1,5 mm de long,.
La Petite Brize est une espèce annuelle du pourtour méditerranéen et de la côte atlantique ne formant pas de touffe. Ses épillets plus petits sont verts et ne sont pas colorés de pourpre. Sa ligule est effilée et mesure plus de 1,5 mm de long. Il s'agit d'une messicole du seigle des sols sableux et acides, en forte raréfaction en Europe occidentale,,,.
La Grande Brize est une espèce également annuelle du pourtour méditerranéen qui produit des épillets mesurant plus de 8 mm de long et dont la longueur est supérieure à 1,5 fois la largeur. Sa ligule mesure plus de 2 mm de long. La panicule comporte moins de 12 épillets tous penchés d'un seul côté. Elle pousse plutôt sur les pelouses acides et s'échappe parfois des jardins,,,.

Petite Brize et Grande Brize
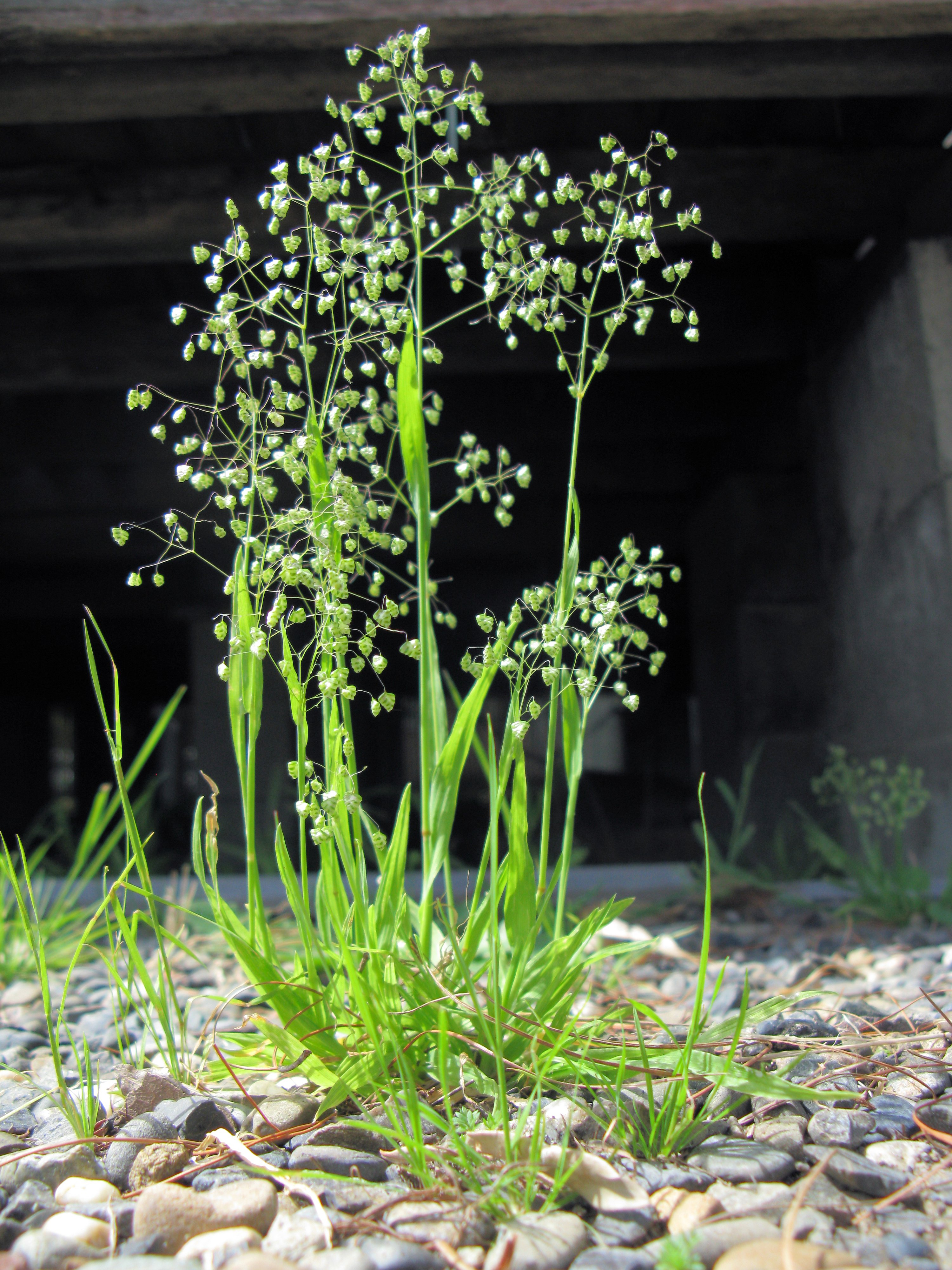
Petite Brize.
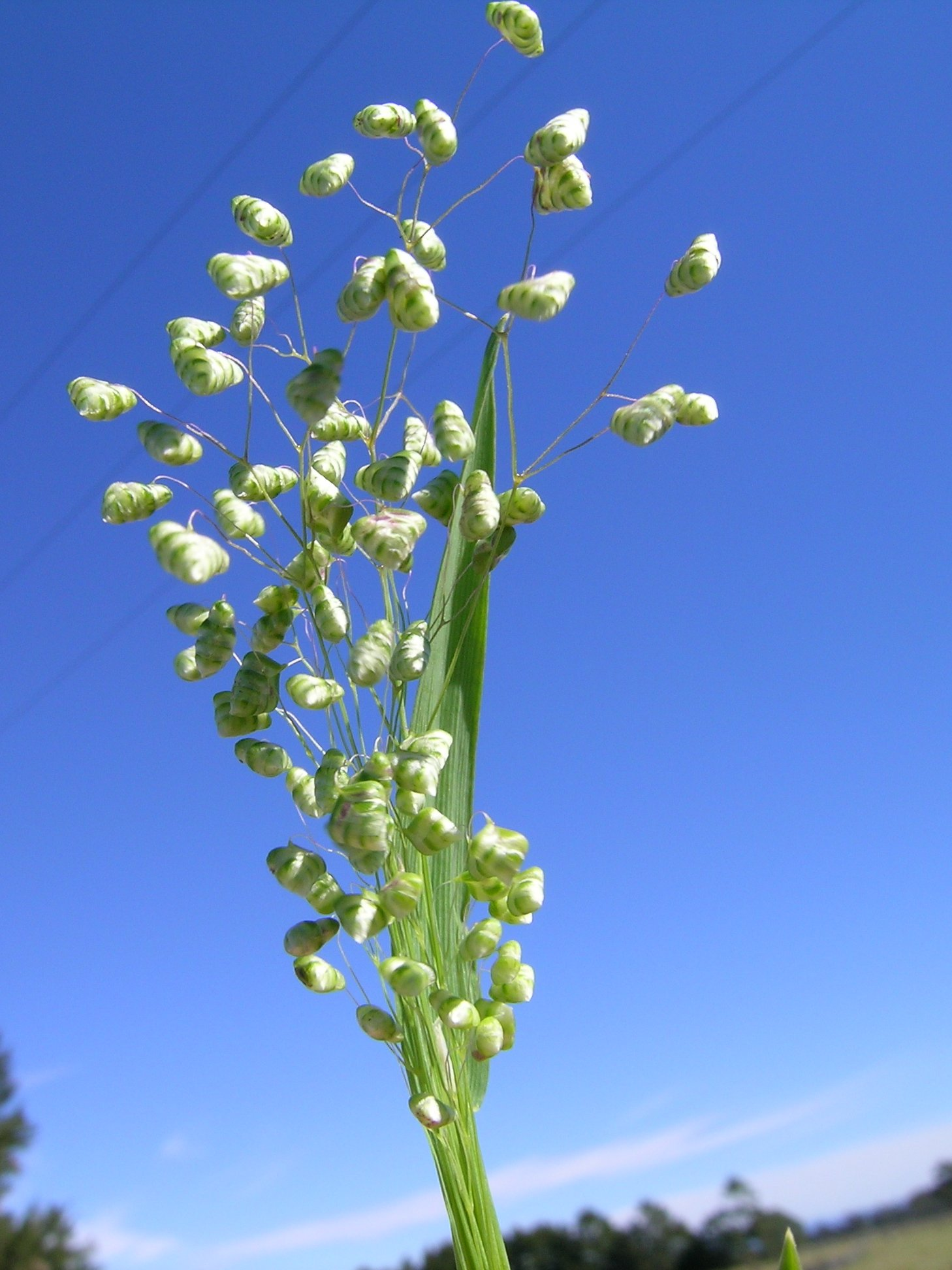
Petite Brize : panicule.
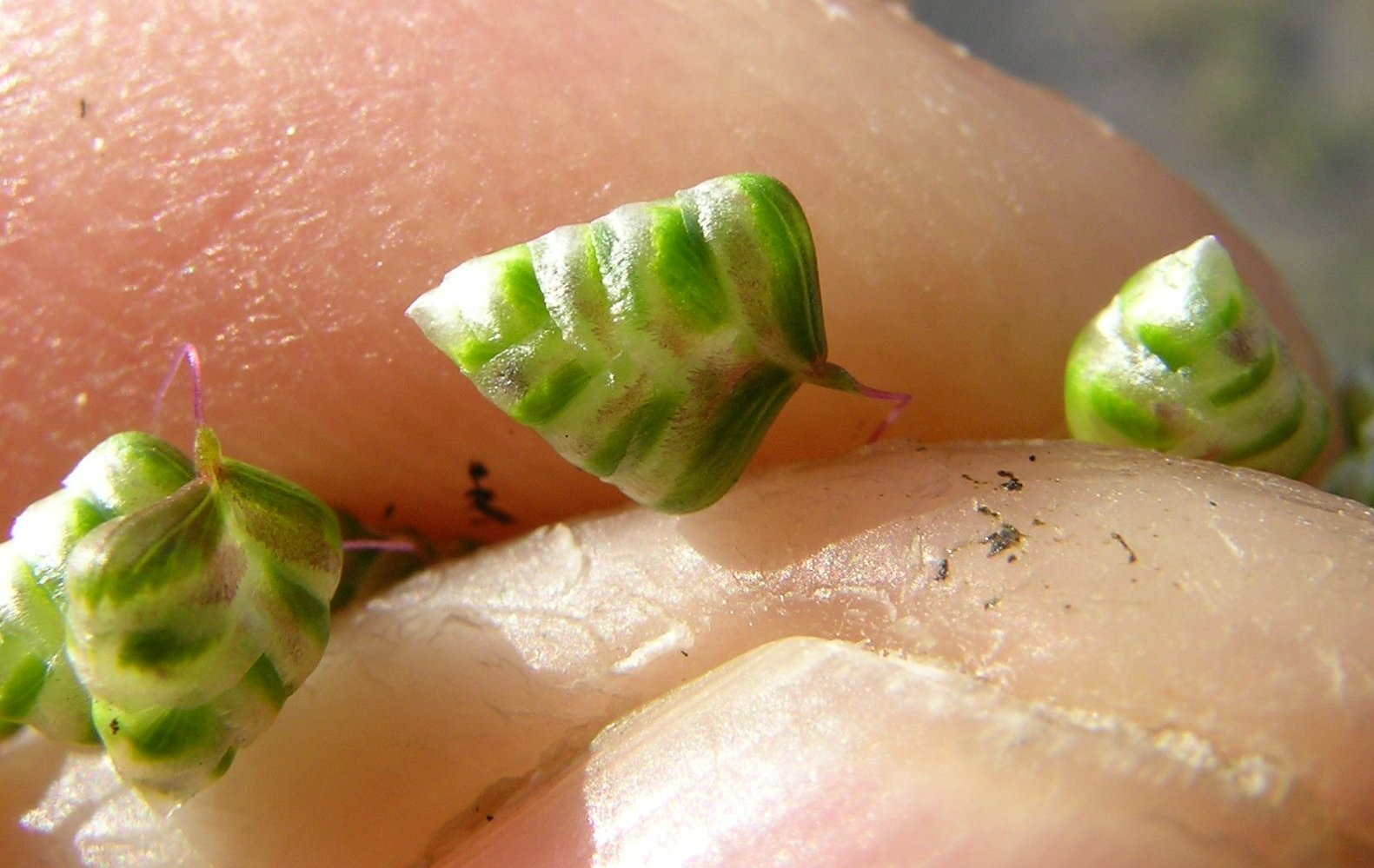
Petite Brize : épillets verts.
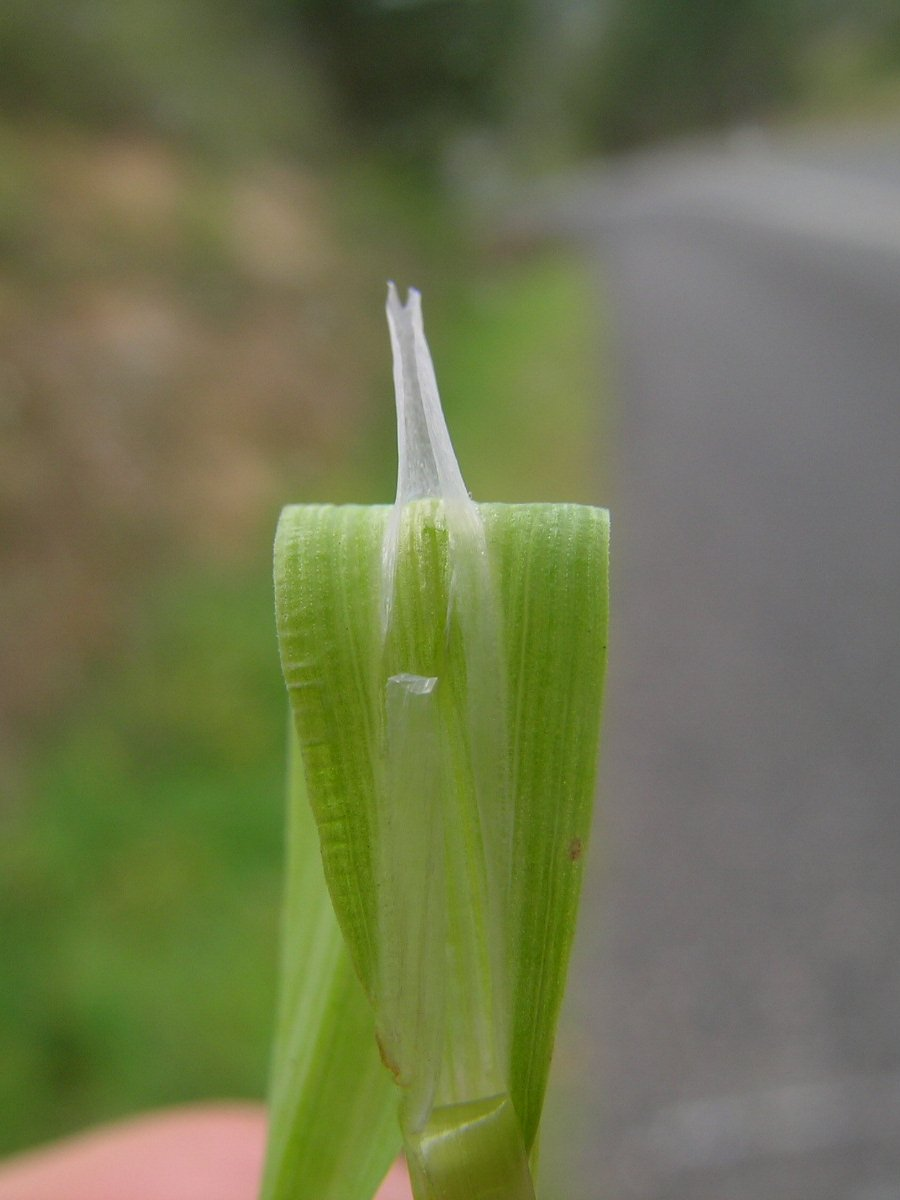
Petite Brize : ligule longue.
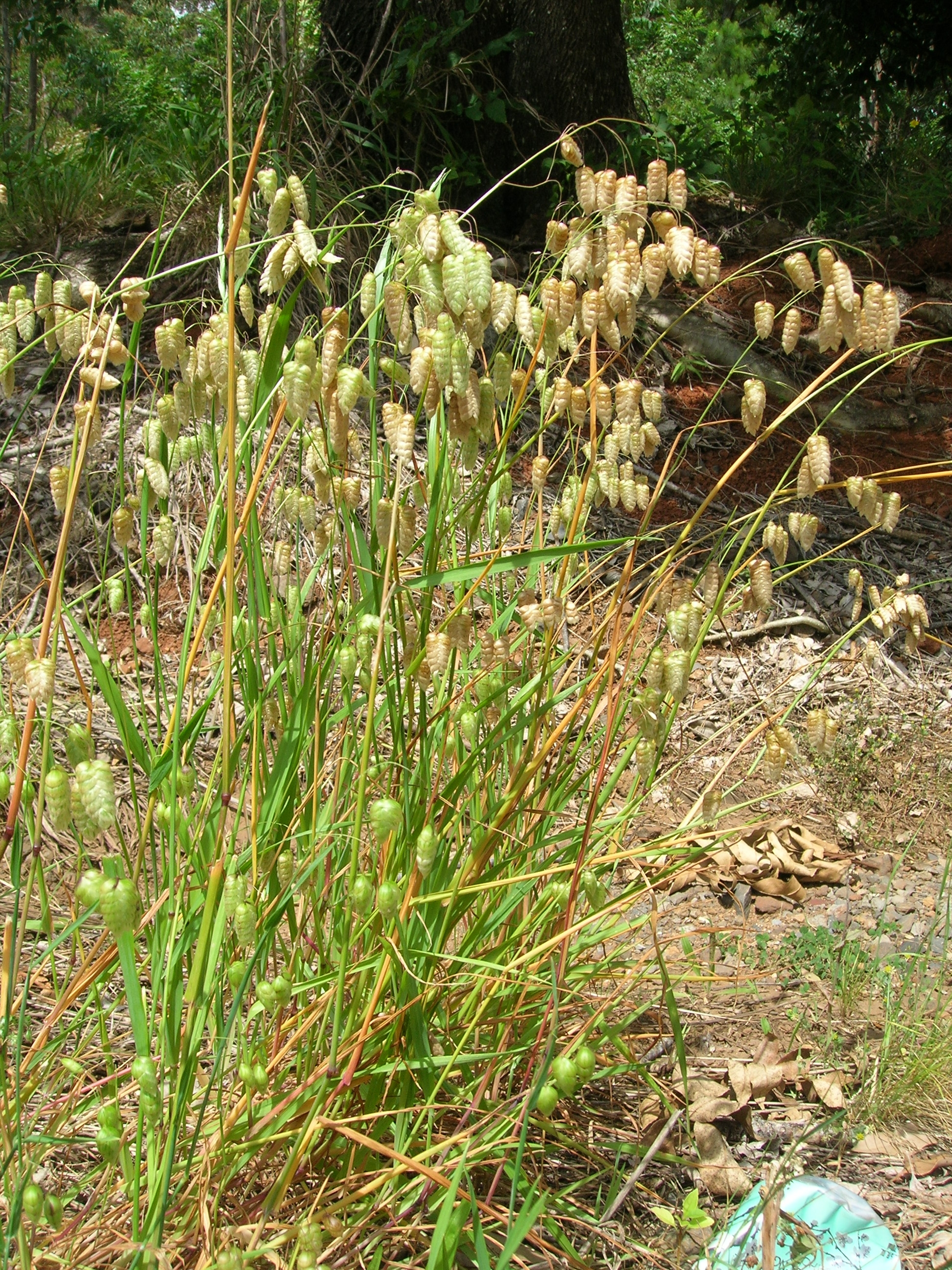
Grande Brize.
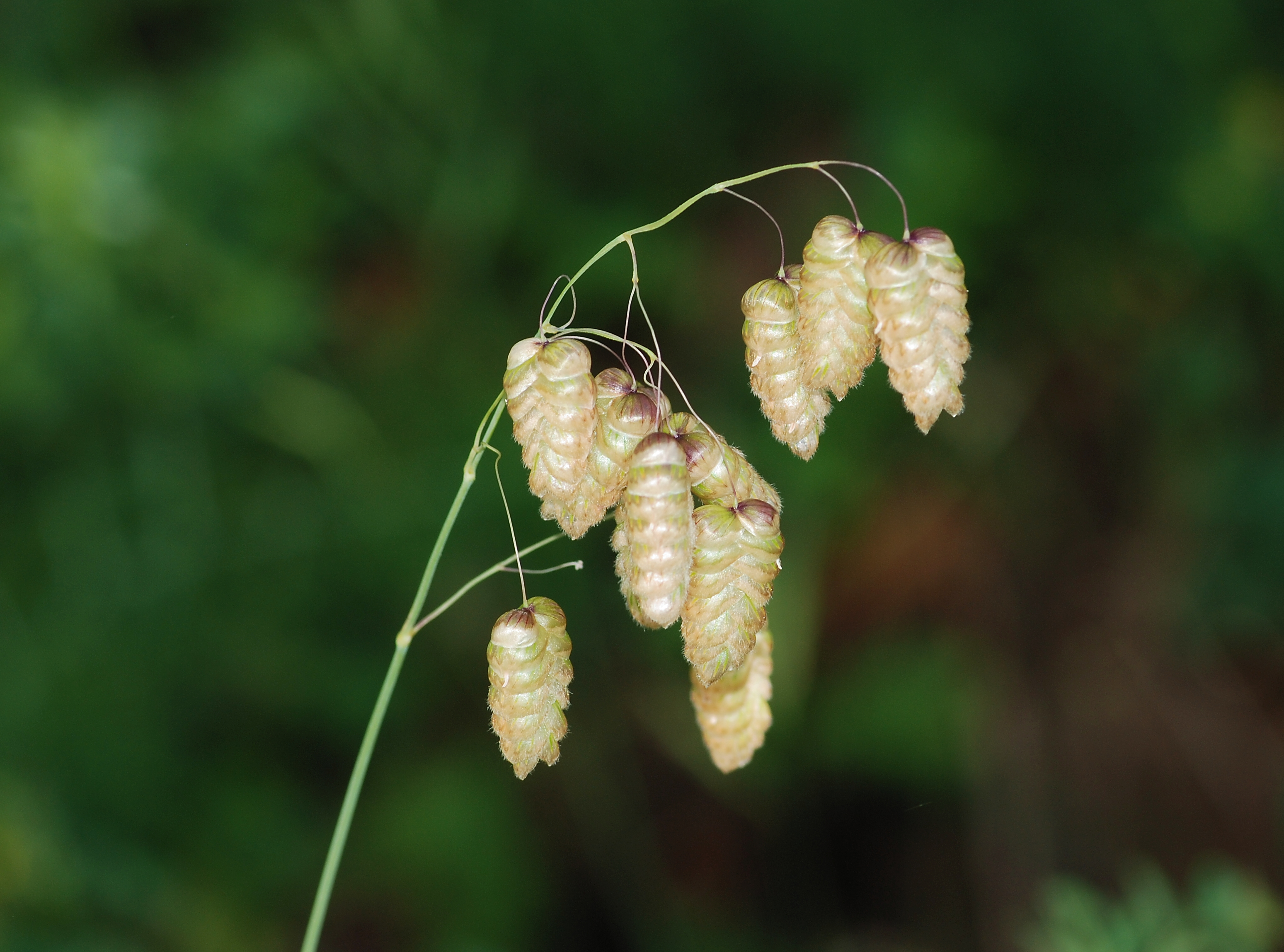
Grande Brize : panicule.
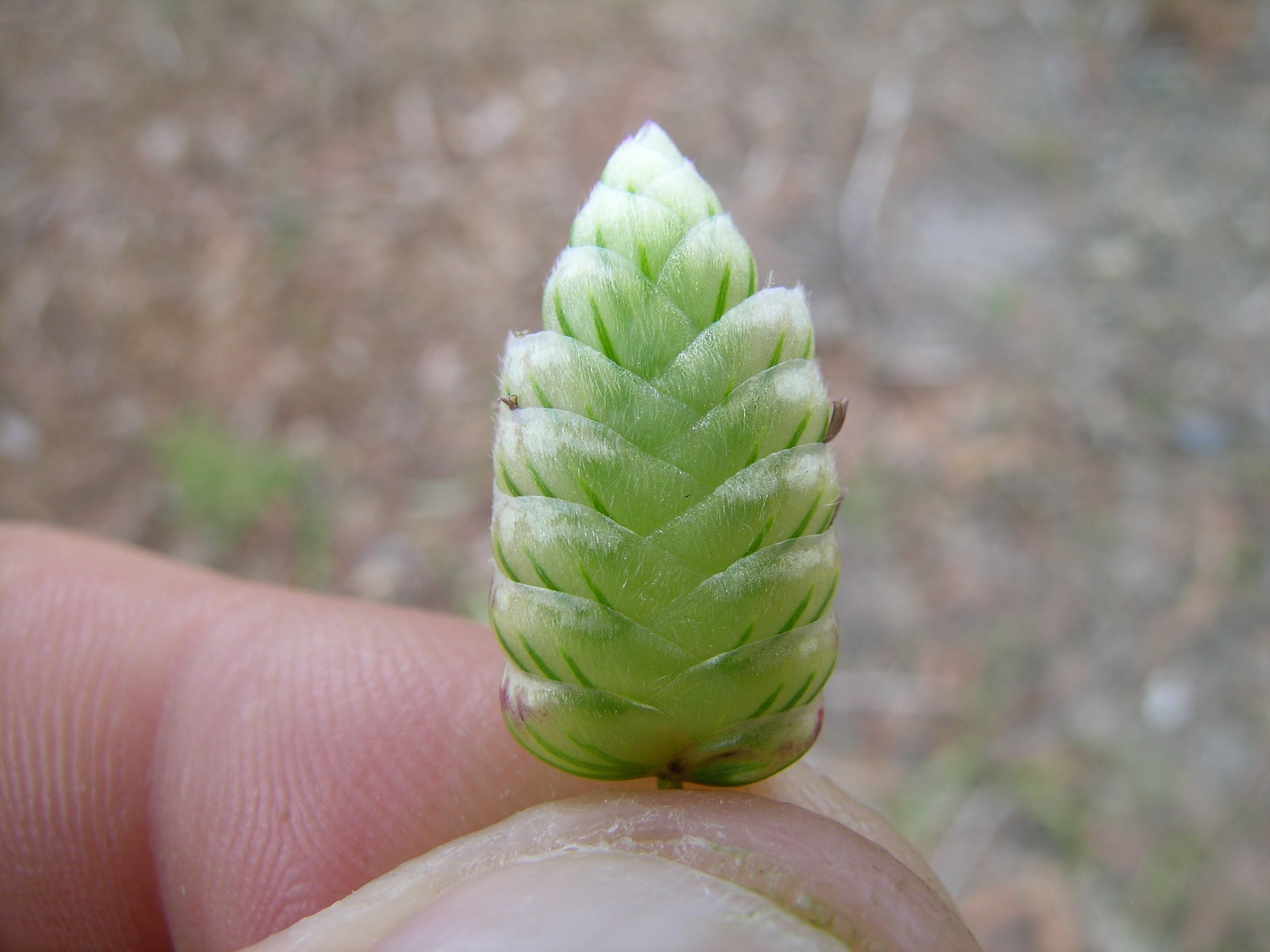
Grande Brize : épillet.
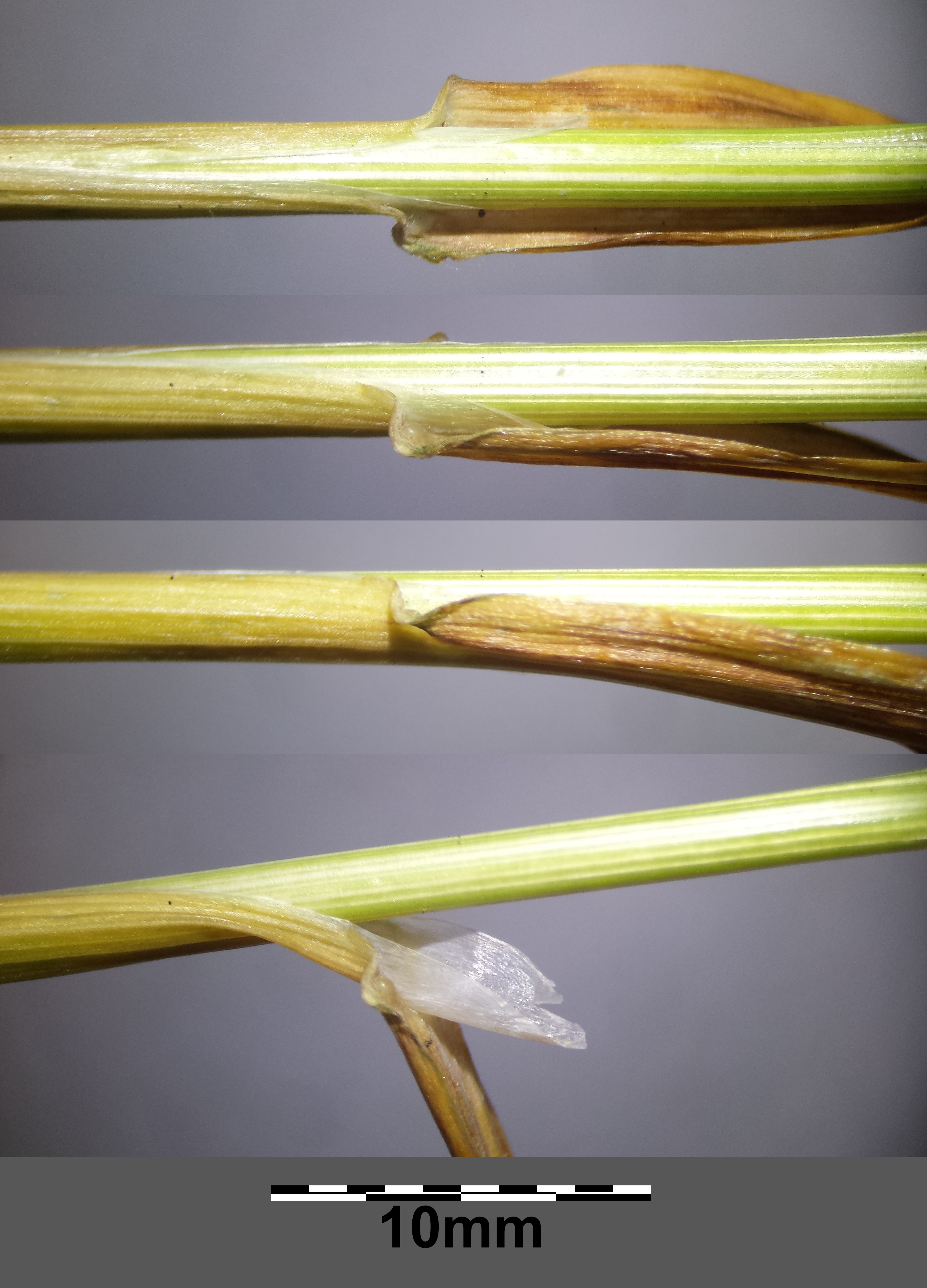
Grande Brize : ligule.

## Répartition

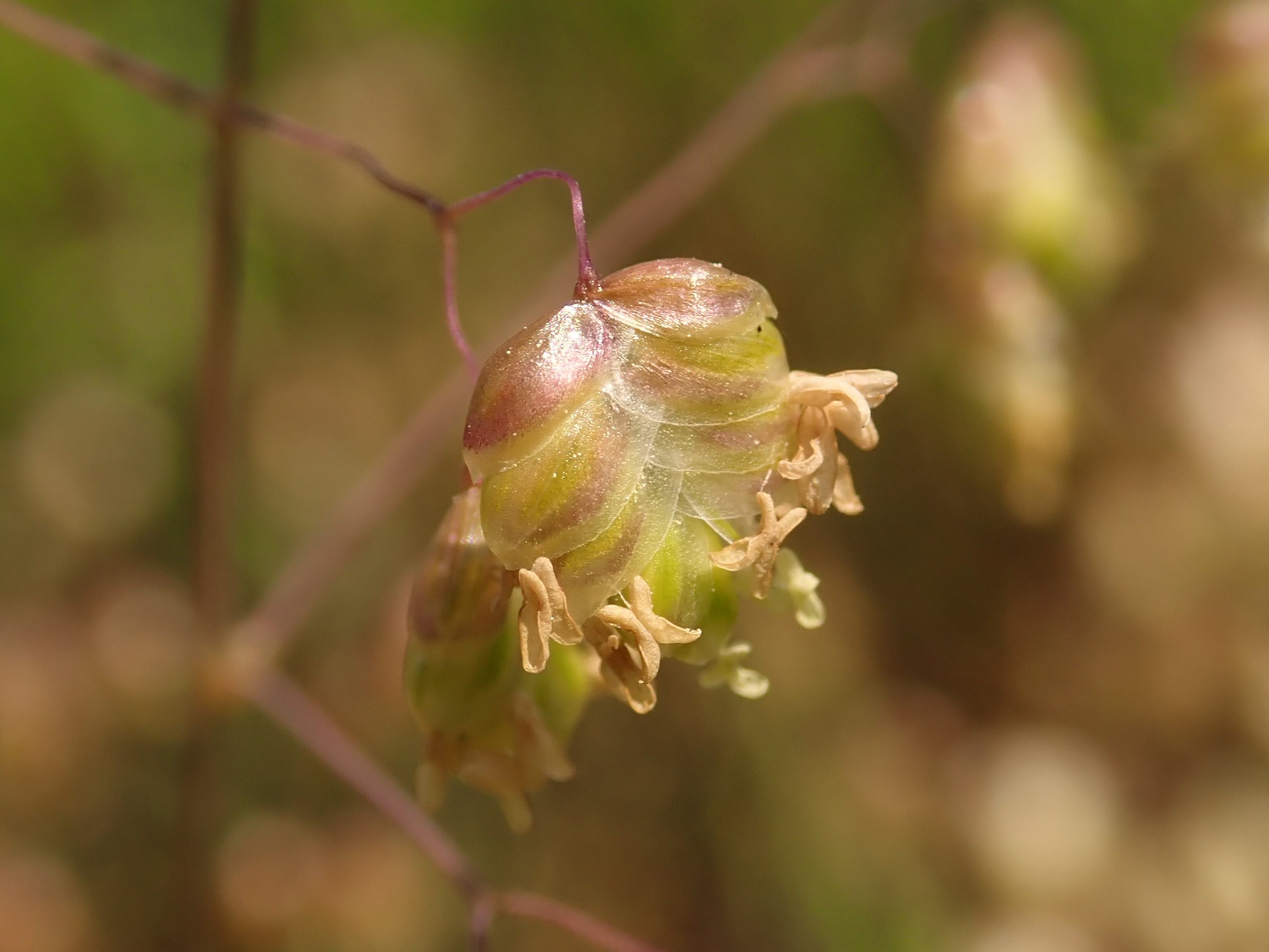
Brize intermédiaire : épillet et étamines.

Originaire des régions tempérées d'Eurasie, Briza media est considérée comme indigène en Albanie, en Allemagne, en Autriche, dans les États baltes, en Biélorussie, en Belgique, en Bulgarie, au centre-sud de la Chine, à Chypre, en Tchéquie, au Danemark (dont les Îles Féroé), en Espagne (dont les Açores), en Finlande, en France (dont la Corse), en Grande-Bretagne, en Grèce, en Himalaya, en Hongrie, en Inde (Assam), en Iran, en Irlande, en Italie (dont la Sardaigne et la Sicile), au Maroc, au Népal, aux Pays-Bas, dans le Caucase, en Norvège, en Pologne, au Portugal, en Roumanie, en Russie européenne, ciscaucasienne et sibérienne (dont les régions d'Irkoutsk et de Krasnoïarsk), en Slovaquie, en Suède, en Suisse, au Tibet, en Transcaucasie, en Turquie, en Ukraine et en ex-Yougoslavie.
Elle est considérée comme invasive en Amérique du Nord aux États-Unis (en Alabama, en Californie, au Colorado, au Connecticut, au Delaware, au Maine, au Massachusetts, au Michigan, au New Hampshire, à New York, en Ontario, en Pennsylvanie, à Rhode Island, au Vermont et au Wisconsin) et au Canada (à Terre-Neuve et en Nouvelle-Écosse) ainsi qu'en Amérique du Sud (au sud de l'Argentine) et en Nouvelle-Zélande.

## Biologie

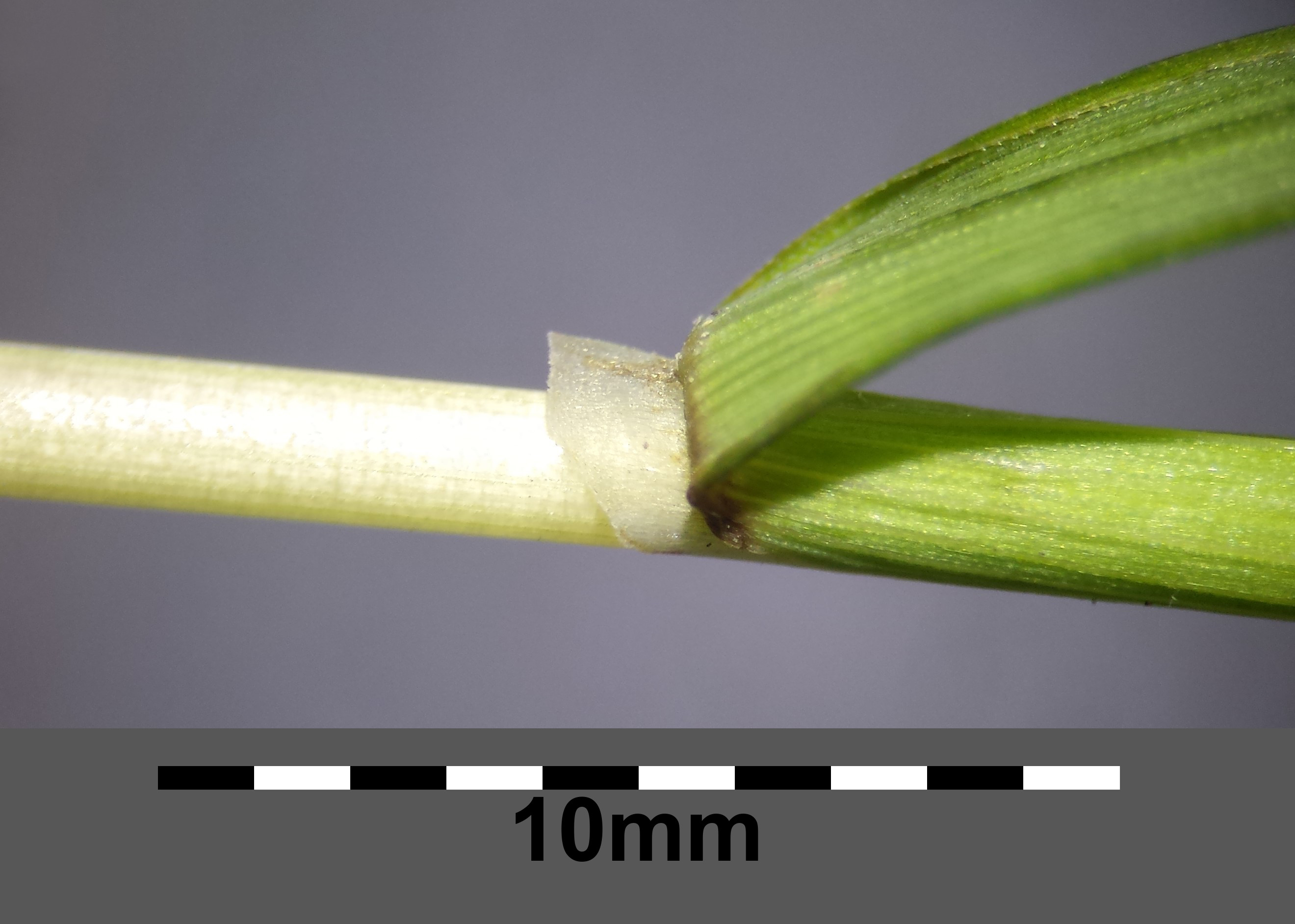
Brize intermédiaire : ligule courte et tronquée.

La colonisation souterraine par les rhizomes, d'une croissance annuelle de quelques centimètres seulement, n'est pas très compétitive comparée à d'autres graminées comme le Brome dressé. Néanmoins, ce système souterrain permet à la plante de résister au pâturage, à la fauche et au piétinement.
Dans l'hémisphère nord, la Brize intermédiaire fleurit d'avril à août voire septembre et de septembre à décembre dans l'hémisphère sud, soit au printemps, en été et au début de l'automne. L'espèce a une fécondation anémophile. La droiture de la tige associée au port lâche de la panicule et à la courbure à angle droit du pédicelle rendent l'épillet particulièrement sensible au vent et améliorent la diffusion du pollen.
La dissémination des graines est principalement barochore, c'est-à-dire par gravité, dans un rayon assez faible autour du pied mère. Néanmoins, les grands mammifères herbivores, dont le bétail, peuvent également les diffuser par leurs sabots et leurs déjections comme les agriculteurs par le déplacement du foin. Ses graines n'ont qu'une faible dormance et germent dès l'automne sur les tonsures des prairies, c'est-à-dire les espaces de terre libre et ensoleillée.

## Écologie

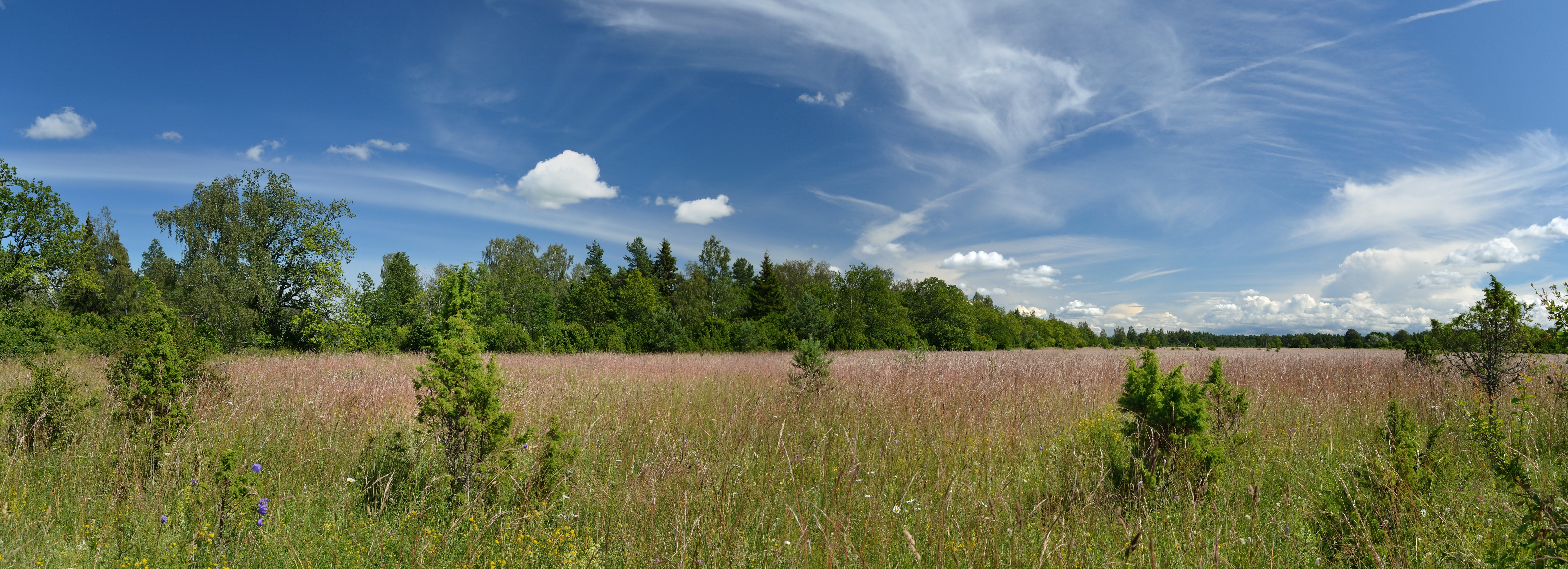
Un exemple de pelouse calcaire sur alvar en Estonie où la Brize intermédiaire se développe.

La Brize intermédiaire est avant tout une espèce héliophile de pelouse et de prairie naturelle de la plaine à l'étage alpin où elle montre une stratégie de pionnière. Elle se retrouve également dans les landes, les lisières et clairières des forêts de Pins. Ses biotopes typiques sont constitués par des sols basiques à légèrement acides et plutôt secs comme les pelouses calcaires, notamment le mésobromion et les pelouses à Nard raide. Mais la plante peut tout de même s'installer sur des sols plus humides comme les pourtours alcalins de marais et de tourbière. Parmi ses biotopes secondaires, figurent les prairies semi-naturelles, les friches, les terrains vagues, les bords des chemins et accotement des routes ou encore les anciennes carrières et les coupes de bois,,.
La condition indispensable à son installation est la pauvreté nutritive du sol. Les prairies enrichies lui sont défavorables notamment à cause sa faible compétitivité face aux graminées à forte croissance. Ainsi l'agriculture intensive fragmente ses populations et détériore sa génétique au contraire de l'agriculture extensive traditionnelle qui la favorise,,
La Brize intermédiaire est bioindicatrice des sols peu acides riches en carbone dits oligotrophes à mésotrophes. Sa forte présence dans une prairie indique une évolution vers la forêt,,.
En Europe, la Brize intermédiaire fait partie de la Directive habitats afin de promouvoir la protection et la gestion des espaces naturels à valeur patrimoniale. Les habitats concernés sont les prairies boisées de Fennoscandie,.

## Usages

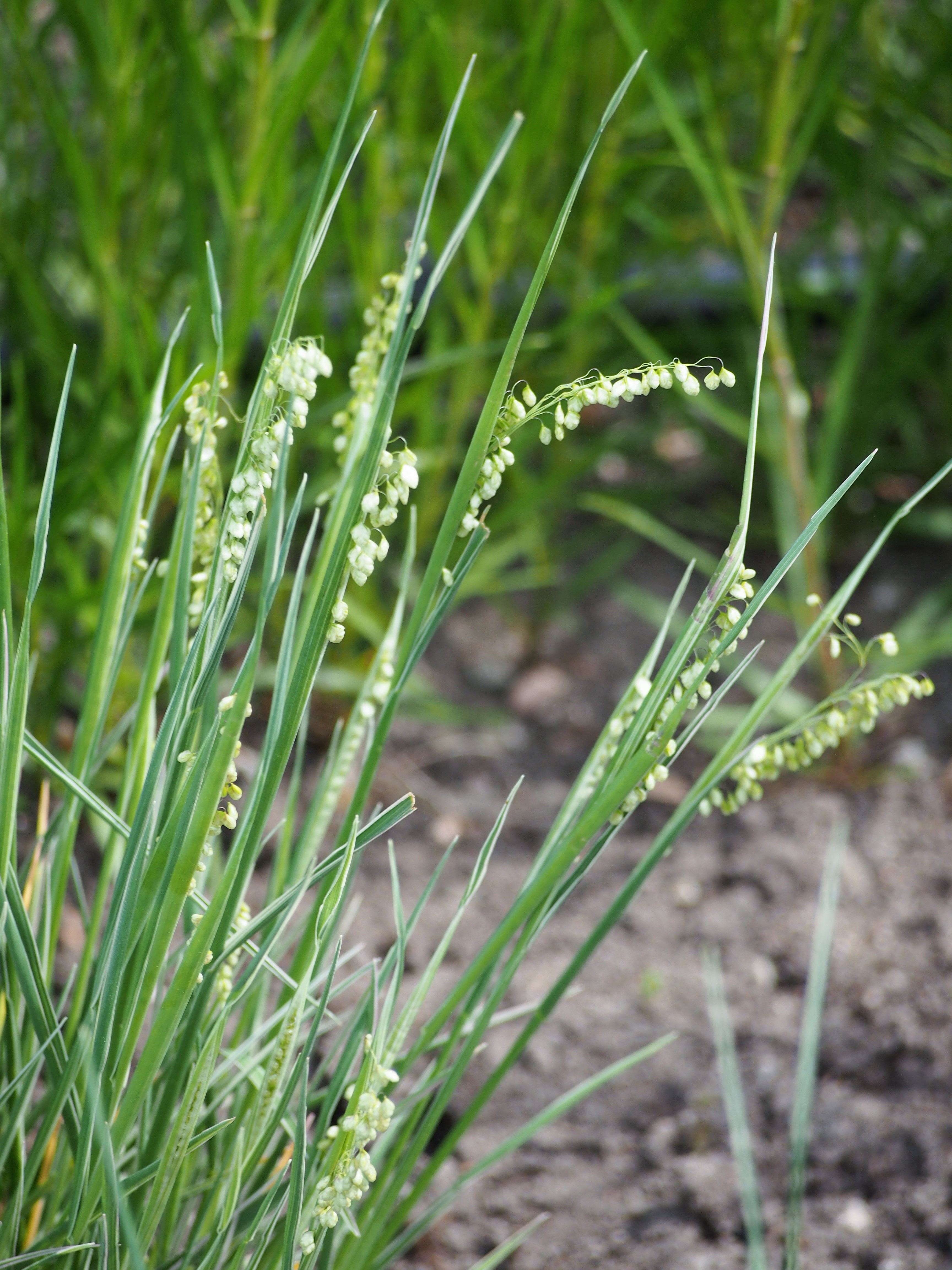
Variété horticole 'Russells' de Briza media avec des panicules encore enveloppées dans leurs feuilles supérieures.

La Brize intermédiaire est une plante fourragère considérée comme de qualité bonne ou moyenne mais peu abondante.
Elle est parfois utilisée comme graminée ornementale. La plante fait partie des graminées utilisées pour la confection des bouquets de fleurs verts ou secs. La forme en cœur des épillets la lie au folklore de l'Amour.
Les épillets sont comestibles.

## Taxonomie
Cette espèce a été décrite sous le basionyme Briza media par Carl von Linné dans son Species plantarum de 1753 à la base de la taxonomie moderne,.
De nombreuses variétés ont été décrites depuis, notamment la variété elatior du sud-est de l'Europe aux feuilles plus larges que la variété nominative et aux ramifications de la panicule érigées. Cependant, elles ne sont pas unanimement acceptées.

### Étymologie
Le nom de genre Briza provient du grec ancien βρίζα, bríza, une variété de seigle en Thrace et Macédoine,, lui-même issu de βρίζω, brízô (« dodeliner de la tête ») à cause des épillets très mobiles et tremblotants,. L'ensemble est apparenté à ὄρυζα, oryza (« riz »). Ce mot pourrait aussi avoir une relation étymologique avec le vent nommé brise.
L'épithète spécifique media signifie « moyen ». Elle fait référence à la taille de l'espèce, qui est à mi-chemin entre celles de Briza maxima et de Briza minor. Carl von Linné la qualifie de gramen tremulum majus (« graminée tremblante plus grande ») par comparaison avec B. minor, qualifiée de minus (« petite ») , et B. maxima, qualifiée de maximum (« la plus grande »),.

### Noms français
Ce taxon porte en français les noms vulgarisés et normalisés « Brize intermédiaire,, », « Brize moyenne,, », « Brize tremblante » et les noms vernaculaires « Amourette, », « Amourette commune, », « Amourette vivace », « Amour du vent », « Brin d'amour », « Tremblant », « Tremblette », « Tremblotte », « Grolette », « Langue-de-femme, » et « Pain-d'oiseau ».

### Synonymie
Briza media a pour synonymes :
- Briza anceps L.
- Briza australis Prokudin
- Briza clusii Foucault
- Briza compacta Dreer
- Briza elatior Sm.
- Briza lutescens Foucault
- Briza pauciflora Schur
- Briza pilosa Schur
- Briza serotina (H.C.Hall) Dumort.
- Briza tremula Lam.
- Briza viridis Pall.
- Poa media (L.) Cav.